# GR Возничего
GR Возничего (лат. GR Aurigae) — одиночная переменная звезда в созвездии Возничего на расстоянии (вычисленном из значения параллакса) приблизительно 3922 световых лет (около 1203 парсеков) от Солнца. Видимая звёздная величина звезды — от менее +13,5m до +12,3m.

## Характеристики
GR Возничего — красная пульсирующая переменная S-звезда, мирида (M) спектрального класса M5S. Эффективная температура — около 3284 К.